# ハート・オブ・マン
『ハート・オブ・マン』（What Men Want）は2019年のアメリカ合衆国のロマンティック・コメディ映画。監督はアダム・シャンクマン、主演はタラジ・P・ヘンソンが務めた。2000年の映画『ハート・オブ・ウーマン』を、主人公の性別を女性にしてリメイクした作品である。日本国内で劇場公開されなかったが、2019年6月5日にDVDレンタルが開始された。

## ストーリー
アリソン・デイヴィス（アリ）はスポーツ選手の代理人として活躍していたが、代理人業界は男社会であり、女性であるという理由で見下されることもしばしばあった。着実に成果を出し、好待遇のポストを得ていたアリだったが、それだけは悩みの種として残り続けていた。そんなある日、アリは男性の心の声が聞こえるようになった。最初は気味悪く思っていたアリだったが、徐々に「この能力を使えば男たちを出し抜けるのではないか」と考えるようになった。そして、アリは有名バスケットボール選手の代理人になるべく、交渉の場で特殊能力を駆使していった。
男性の心の声が聞こえるという特殊能力は仕事面では大いに役立つものであった。ところが、アリが恋人を作ろうとした途端、その能力が却って足枷になってしまうのだった。

## キャスト
※括弧内は日本語吹替
- アリソン（アリ）・デイヴィス: タラジ・P・ヘンソン（浅野まゆみ） - スポーツエージェント。
- ジョー・バリー（ドラ）: トレイシー・モーガン（相沢まさき） - 期待の新人バスケットボール選手ジャマルの父親。
- ウィル: オルディス・ホッジ（辻井健吾） - バーテンダー。シングルファーザー。
- オリヴィア: ウェンディ・マクレンドン＝コーヴィ - アリの親友。白人女性。
- ブランドン: ジョシュ・ブレナー（英語版）（近松孝丞） - アリのアシスタント。気弱なゲイ。
- マリー: タマラ・ジョーンズ - アリの親友。婚約中。
- シャッラ: フィービー・ロビンソン（英語版） - アリの親友。
- ケヴィン: マックス・グリーンフィールド - アリの同僚。アリの能力を認めている。
- イーサン: ジェイソン・ジョーンズ（英語版） - アリが勤める会社の共同経営者。
- キャプテン・ファックタスティック: ケラン・ラッツ - アリと同じアパートに住むマッチョイケメン。
- ニック: ブライアン・ボスワース（英語版）（辻親八） - アリが勤める会社の経営者。
- エディ: クリス・ウィタスキ（英語版） - アリの同僚。アリを退けて会社の共同経営者に。
- 霊能者: エリカ・バドゥ（今泉葉子） - アリに不思議な能力をもたらした違法薬物の売人。
- シャキール・オニール: 本人
- グラント・ヒル: 本人
- カール＝アンソニー・タウンズ: 本人
- ダニー: ピート・デヴィッドソン（英語版） - アリの同僚。隠れゲイ。口が悪い。
- マーク・キューバン: 本人
- スキップ・デイヴィス: リチャード・ラウンドトゥリー（長克巳） - アリの父親。シングルファーザー。ボクシングジムを経営。
- ベン: オーストン・ジョン・ムーア (村松凪)　- ウィルの幼い息子。
- ジャマル・バリー: シェーン・ポール・マッギー（英語版）（梶川翔平） - 期待の新人バスケットボール選手。

## 製作
2017年11月14日、パラマウント映画が『ハート・オブ・ウーマン』をリメイクする企画を進めており、タラジ・P・ヘンソンが主演に起用されたと報じられた。2018年2月2日、アダム・シャンクマンが本作の監督に起用される見込みだとの報道があった。4月2日、トレイシー・モーガンとオルディス・ホッジがキャスト入りした。20日、ウェンディ・マクレンドン＝コーヴィに本作の出演オファーが出ていると報じられた。5月、マックス・グリーンフィールド、タマラ・ジョーンズ、ジェイソン・ジョーンズ、フィービー・ロビンソン、シェーン・ポール・マギーの出演が決まった。

## マーケティング・興行収入
2018年8月14日、本作のオフィシャル・トレイラーが公開された。11月23日、本作のレッドバンド・トレイラーが公開された。
本作は『スノー・ロワイヤル』、『プロディッジー』、『レゴ ムービー2』と同じ週に封切られ、公開初週末に2100万ドル前後を稼ぎ出すと予想されていたが、実際の数字はそれを下回るものとなった。2019年2月8日、本作は全米2912館で公開され、公開初週末に1823万ドルを稼ぎ出し、週末興行収入ランキング初登場2位となった。

## 評価
本作に対する批評家の評価は伸び悩んでいる。映画批評集積サイトのRotten Tomatoesには82件のレビューがあり、批評家支持率は45%、平均点は10点満点で5.1点となっている。サイト側による批評家の見解の要約は「出来映えにむらがあることは否めないが、好感が持てる作品である。『ハート・オブ・マン』は主人公の性別を逆転させたリメイク作品が及第点に達し得ることを証明した。タラジ・P・ヘンソンの演技によって、同作の質は大きく向上している。」となっている。また、Metacriticには23件のレビューがあり、加重平均値は51/100となっている。なお、本作のCinemaScoreはA-となっている。